# Fahd bin Abdul Aziz
Fahd bin Abdul Aziz, ofta bara kallad Fahd, född mellan 1921 och 1923 i Riyadh (med officiell födelsedag 16 mars), död 1 augusti 2005 i Riyadh, var Saudiarabiens kung från 13 juni 1982 till sin död. Han var landets femte kung.

## Biografi
Fahd föddes i Riyadh och växte upp hos sin far, Ibn Saud och gick i en skola som fadern hade grundat. 
Fahds far försökte utbilda honom i politiskt arbete utomlands, vid exempelvis FN:s grundande i San Francisco, USA 1945. Fahd utnämndes år 1954 till utbildningsminister, och 1967 till inrikesminister. 1975 blev Fahd kronprins och vice premiärminister.
Fahd efterträdde sin halvbror Khalid bin Abdul Aziz som kung och huset Sauds överhuvud då Khalid dog i cancer 1982.
Kung Fahd anses ha fört samman de stridande libanesiska parterna i  Inbördeskriget i Libanon, och därmed banat väg för slutet på kriget. 
År 1984 invigde Fahd världens största tryckpress för tryckning av koranen i Medina.
Fahd var en av världens absolut rikaste personer eftersom kungafamiljen kontrollerar merparten av landets enorma oljeinkomster.

### Död
Från mitten av 1990-talet blev Fahd allt mer sjuklig. I november 1995 drabbades han av ett allvarligt slaganfall, som föranledde halvbrodern Abdullah bin Abdul Aziz att överta Fahds uppgifter som regent (denna lösning bekräftades officiellt i januari 1996). Abdullah blev kung då Fahd avled 2005.